# Lidoriki
Lidoriki o Loidoriki (en griego: Λ[ο]ιδωρίκι, griego medieval, Λ[ο]ιδωρίκιον) es un pueblo y un antiguo municipio en Fócida, Grecia. Desde la reforma del gobierno local de 2011 forma parte del municipio Dorida, del cual es cabecera y unidad municipal. En 2011 la población era de 3388 habitantes. Su área es de 409.577 km² y cubre casi una quinta parte de Fócida. Lidoriki está construido en las laderas occidentales del monte Giona y sobre el valle del río Morno. Es el centro de las montañas de Dorida.

## Ubicación
Lidoriki se encuentra al oeste de Ámfisa, al noroeste de Itea y al este-noreste de Naupacto. Lidoriki se encuentra sobre el embalse artificial del río Morno, formado por la presa de Morno, que se completó en 1974. El embalse abastece la mayor parte del agua potable utilizada en Atenas. Lidoriki también está conectada a Ámfisa a través del túnel más grande de Grecia con 16,5 km de longitud. No se trata de un túnel callejero, sino de un acueducto para el agua del embalse del río Morno.

## Historia
Lidoriki está atestiguado desde finales del siglo IX en el Notitia Episcopatuum del Patriarcado de Constantinopla como obispado, sufragáneo de la Metrópoli de Larisa. De la Crónica de Galaxidi se sabe que la zona sufrió un brote de peste en 1054.
Después de 1204 pasó a formar parte del Despotado de Epiro hasta 1327, cuando fue ocupada por los catalanes del Ducado de Atenas. Bajo el dominio catalán pertenecía al Condado de Salona y estaba mayoritariamente controlado por la familia Fadrique. Un castillo (Lodorich castrum) es mencionado en las fuentes en el siglo XIV, pero no sobrevive ningún rastro de este. Fue capturado por los otomanos bajo el mando del sultán Bayezid I en enero de 1394, y luego por el déspota de Morea, Teodoro I Paleólogo, en 1397, pero finalmente fue conquistada por los otomanos poco después. En 1448, fue visitado por el erudito y viajero Ciriaco de Ancona.

## Subdivisiones
La unidad municipal Lidoriki se subdivide en las siguientes comunidades (pueblos constituyentes entre paréntesis):
- Amygdalia
- Avoros
- Dafnos
- Diakopi
- Doriko
- Kallio (Kallio, Klima, Trividi)
- Karoutes
- Koniakos
- Lefkaditi
- Lidoriki
- Malandrino
- Pentapoli (Pentapoli, Aigitio, Lefka, Palaiokastro, Skaloula)
- Perithiotissa
- Stilia
- Sotaina
- Sykia
- Vraila

## Población
| Año  | Población del pueblo | Población del municipio |
| ---- | -------------------- | ----------------------- |
| 1981 | 790                  | -                       |
| 1991 | 985                  | 4403                    |
| 2001 | 881                  | 4225                    |
| 2011 | 875                  | 3388                    |